# Ставангер
Става́нгер (норв. Stavanger, МФА (норв.): МФА: [stɑˈʋɑŋər]о файле) — город и коммуна в фюльке Ругаланн, Норвегия. Нефтяная столица Норвегии. Расположен на одноимённом полуострове на юго-западном побережье Норвегии. Центр третьей по величине агломерации в стране. Климат — мягкий морской, довольно ветреный, средняя температура всех месяцев выше нуля, осадки — 1200 мм в год.
Город сочетает старые и новые черты, испытывая сильное зарубежное влияние из-за расположения поблизости военной базы НАТО под названием JWC, а также интересов зарубежных нефтяных компаний. В Ставангере имеется несколько живописных озёр — популярные зоны отдыха. Озеро Бреиаватнет находится в самом центре города, а озёра Мосватнет и Стоккаватнет — сразу за чертой города.
Аэропорт Ставангера находится в 14 км от центра города, в муниципалитете Сула. В высшей лиге Норвегии играет футбольный клуб Викинг. В городе построен современный футбольный стадион «Viking Stadion», открытый в 2004 году.

## Население
Ставангер — 4-й по величине город в Норвегии с населением 119 586 жителей (на 1 января 2008 года), в агломерации — 174 944 жителей (3-я по величине в Норвегии). Около 275 000 человек проживают в окру́ге Ставангера.

## История
Первые следы человека, найденные в окрестностях города, относятся ко времени окончания последнего оледенения около 10 000 лет тому назад. По мнению некоторых историков, древнее поселение играло здесь роль экономического и военного центра, около которого на берегах Хафрс-фьорда в 872 году произошла решающая битва, положившая начало норвежской государственности.
Ставангер (древненорвежское название — Ставангр, образовано от stafr (посох, шест, столб) и angr (фьорд) получил городские права в 1125 году, в основном из-за учреждения епископата в Ставангере в 1120-х годах. Одновременно было начато строительство собора. Ставангер стал центром местной администрации и важным торговым городом на юго-западном побережье около 1100—1200 годов. После церковной реформы 1536 года роль Ставангера как религиозного центра уменьшилась.
В XVI веке город стал важным центром добычи сельди. Однако после того, как запасы сельди иссякли и особенно после ряда опустошительных пожаров было решено перенести епископскую кафедру в Кристиансанд.
В 1825 году через порт города началась эмиграция из Скандинавии в Новый Свет.
Но к началу XIX века экономика района вновь значительно улучшилась, благодаря увеличению рыбного промысла, косяки сельди снова подошли к побережью, и в 1873 году здесь была создана фабрика по изготовлению консервов.
Зажиточные купцы, судостроители и рыбаки, промышлявшие сельдью, дали городу новую жизнь в XIX веке. С начала 1880-х годов в городе получила развитие новая промышленность — консервная, в первую очередь изготавливавшая копчёные сардины в оливковом масле. Отрасль поддерживала экономику Ставангера вплоть до 1965 года, когда была закрыта последняя сардинная фабрика.
В 1969 году развитие города получило новый толчок, когда в Северном море была найдена нефть. Южнее города в фиорде Gansfjord на острове расположились промышленные предприятия, обеспечивающие нефтедобычу. После продолжительных обсуждений Ставангер получил статус нефтяной столицы Норвегии, в которой впоследствии обосновались нефтедобывающие и сервисные нефтегазовые компании, как национальные, так и интернациональные, осуществляющие свою деятельность в норвежском секторе Северного моря, а также Норвежский Нефтяной Директорат. За этим последовал период интенсивного роста.
В 2020 году коммуна Ставангер поглотила коммуны Реннесёй и Финнёй.

## Культура

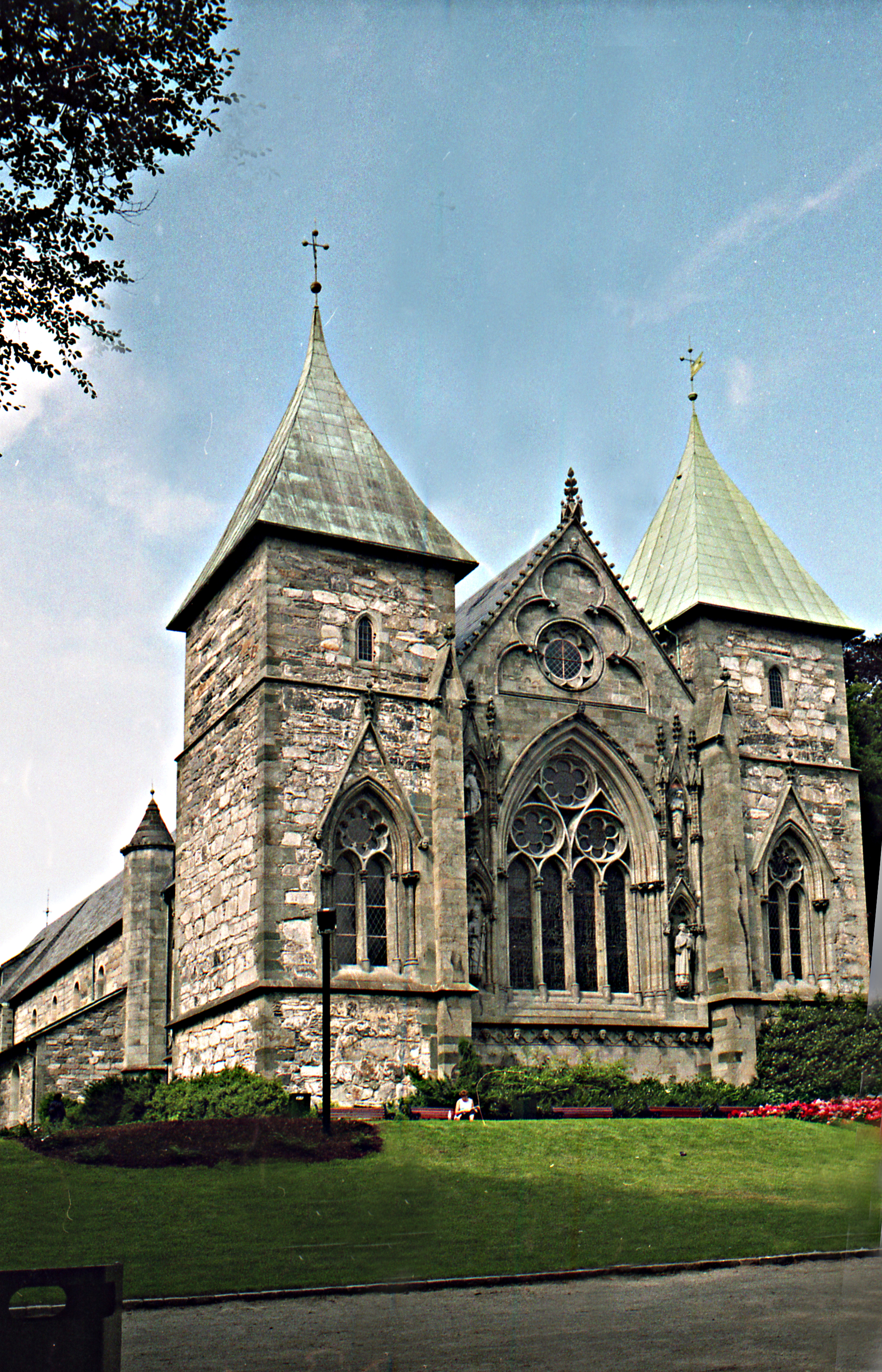
Ставангерский собор

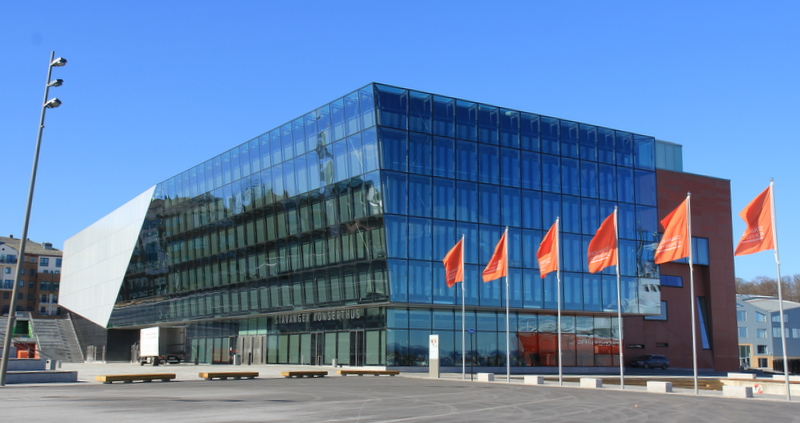
Культурно-развлекательный комплекс «Консертхус»

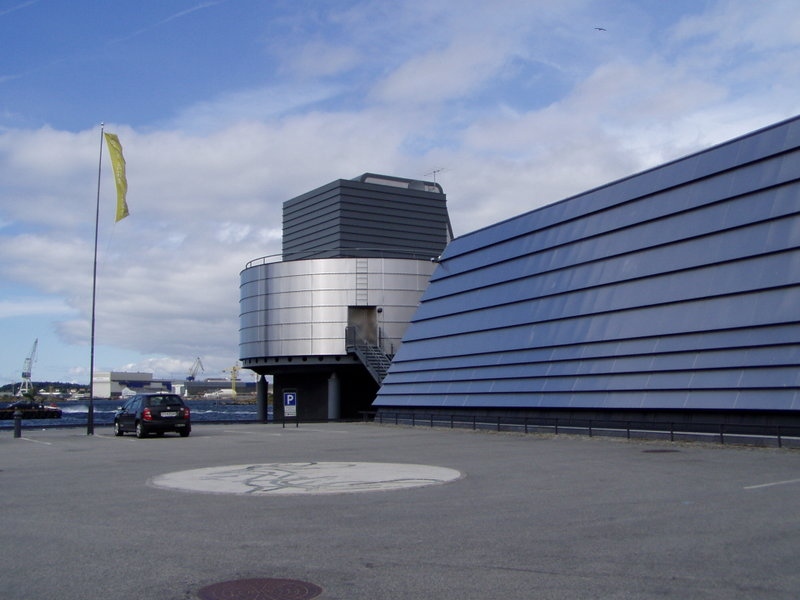
Музей нефти

- Ставангерский собор (древнейший в Норвегии)
- Культурно-развлекательный комплекс «Консертхус» (2012), один из крупнейших в Норвегии
- Музей нефти (здание музея стилизовано под нефтедобывающую платформу)
- Археологический музей
- Морской музей
- Музей консервов
- Театр
- Памятник «Мечи в камне»

В Ставангере зародились известные готик-метал группы Tristania, Sirenia, Theatre of Tragedy, Dismal Euphony

## Современный Ставангер
После того, как Ставангер стал нефтяной столицей Норвегии в середине 1970-х, деловой и культурный климат значительно изменился. У горожан появился дух предпринимательства. Появилось осознание того, что район делает значительный вклад в ВВП страны.
Территориально муниципалитет расширяется далеко за пределы города. Крупнейшая нефтяная компания в Ставангере — это государственная компания Equinor, чья штаб-квартира находится в пригородном районе Форус. Университет Ставангера, получивший полноправный статус университета 1 января 2005 года, насчитывает около 10 000 студентов. В 2008 году Ставангер был европейской культурной столицей.
С 2001 года в этом городе ежегодно проводится один из старейших официальных фестивалей уличного искусства в мире — NuArt Festival.
С 2013 года в городе ежегодно проводится международный шахматный турнир.

## Города-побратимы
- Абердин (англ. Aberdeen), Шотландия, Великобритания
- Анцирабе (англ. Antsirabe), Мадагаскар
- Галвестон (англ. Galveston), Техас, США
- Массауа (англ. Massawa, араб. مصوع‎, итал. Massaua), Эритрея
- Наблус (англ. Nablus, араб. نابلس‎), Палестинская автономия
- Нетанья (ивр. נְתַנְיָה‎, англ. Netanya), Израиль
- Харлоу (англ. Harlow), Англия, Великобритания
- Хьюстон (англ. Houston), США
- Фьярдабиггд (исл. Fjarðabyggð), Исландия
- Йювяскюля (фин. Jyväskylä), Финляндия
- Эсбьерг (дат. Esbjerg), Дания
- Эскильстуна (швед. Eskilstuna), Швеция
- Эстели (исп. Esteli), Никарагуа